# Kuhne Beveridge
Kuhne Beveridge fue una escultora de Estados Unidos.
Estuvo casada con el actor Charles Francis Coghlan (en:). Cuando en 1893 contrajeron matrimonio, Kuhne Beveridge contaba 19 años de edad y era  una prometedora escultora y actriz descendiente de una prominente familia de Illinois. Su esposo le abandonó sólo un año después, volviendo con su anterior pareja.
Una escultura titulada Veiled Venus de 1900, realizada por Kuhne Beveridge y su madre Ella von Werde, se conserva en la Galería de Arte de la Ciudad de Leeds (en:).
Kuhne Beveridge era nieta del gobernador de Illinois John Beveridge (en:).
Mientras vivió en Bruselas, fue autora de la escultura titulada San Francisco Weeping at the Golden Gate, para el Golden Gate Park de San Francisco.